# دارنجان لر (مقاطعة فيروزآباد)
دارنجان لر (بالفارسية: دارنجان لر) هي قرية تقع في قسم خواجه‌اي الريفي في إيران. يقدر عدد سكانها بـ 172 نسمة بحسب إحصاء 2016.